# Cantone di Bourg-Achard
Il Cantone di Bourg-Achard è una divisione amministrativa dell'arrondissement di Bernay.
È stato costituito a seguito della riforma approvata con decreto del 25 febbraio 2014, che ha avuto attuazione dopo le elezioni dipartimentali del 2015.

## Composizione
Comprende i seguenti 32 comuni:
- Aizier
- Barneville-sur-Seine
- Bosgouet
- Bouquelon
- Bouquetot
- Bourg-Achard
- Bourneville
- Caumont
- Cauverville-en-Roumois
- Étréville
- Éturqueraye
- Hauville
- La Haye-Aubrée
- La Haye-de-Routot
- Honguemare-Guenouville
- Le Landin
- Marais-Vernier
- Quillebeuf-sur-Seine
- Rougemontiers
- Routot
- Saint-Aubin-sur-Quillebeuf
- Saint-Ouen-de-Thouberville
- Saint-Ouen-des-Champs
- Saint-Samson-de-la-Roque
- Saint-Thurien
- Sainte-Croix-sur-Aizier
- Sainte-Opportune-la-Mare
- Tocqueville
- La Trinité-de-Thouberville
- Trouville-la-Haule
- Valletot
- Vieux-Port